# Flyers de Spokane
Les Flyers de Spokane sont une équipe de hockey sur glace de la Ligue de hockey de l'Ouest qui a opéré deux saisons dans la ligue. Issue du déménagement des Americans de Great Falls, l'équipe était basée à Spokane dans l'État de Washington et jouait dans le Spokane Coliseum.

## Statistiques
| Saison    | PJ | V  | D  | N | BP  | BC  | Pts | Classement                  | Séries éliminatoires        |
| --------- | -- | -- | -- | - | --- | --- | --- | --------------------------- | --------------------------- |
| 1980-1981 | 72 | 17 | 54 | 1 | 288 | 488 | 35  | 4e ouest                    | Défaite en demi-finale      |
| 1981-1982 | 26 | 3  | 22 | 1 | 102 | 196 | 7   | N'a pas fini le championnat | N'a pas fini le championnat |